# Green (månekrater)
 For alternative betydninger, se Green. (Se også artikler, som begynder med Green)
Green er et nedslagskrater på Månen. Det befinder sig på Månens bagside og er opkaldt efter den britiske matematiker George Green (1793-1841).
Navnet blev officielt tildelt af den Internationale Astronomiske Union (IAU) i 1970.

## Omgivelser
Greenkrateret ligger lige vest for det meget store Mendeleevkrater og er næsten sluttet sammen med den vest-nordvestlige rand af Hartmannkrateret.

## Karakteristika
Green er ikke særlig eroderet. selv om der ligger nogle få småkratere over randen og den indre kratervæg. Omkredsen er næsten cirkulær, men har en udadgående bule langs den østlige side og nogle tegn på nedskridninger. De indre kratervægge udviser terrassestruktur, især mod nordøst. I midten af den ret jævne kraterbund er der en central top. Bunden er mest jævn i den vestlige side, mens den østlige har nogle forhøjede steder. Der ligger kun få småkratere i bunden.

## Satellitkratere
De kratere, som kaldes satellitter, er små kratere beliggende i eller nær hovedkrateret. Deres dannelse er sædvanligvis sket uafhængigt af dette, men de får samme navn som hovedkrateret med tilføjelse af et stort bogstav. På kort over Månen er det en konvention at identificere dem ved at placere dette bogstav på den side af satellitkraterets midte, som ligger nærmest hovedkrateret. Greenkrateret har følgende satellitkratere:
| Green | Længde | Bredde   | Diameter |
| ----- | ------ | -------- | -------- |
| M     | 0,9° N | 132,9° Ø | 37 km    |
| P     | 1,0° N | 131,8° Ø | 21 km    |
| Q     | 2,8° N | 131,7° Ø | 16 km    |
| R     | 3,4° N | 131,0° Ø | 33 km    |

## Måneatlas
- Billeder af Greenkrateret i LPI-måneatlasset